# Картер, Люсиль
Люсиль Стюарт Картер, (англ. Lucile Carter, урождённая Полк, 8 октября 1875, Балтимор, США — 26 апреля 1934, Филадельфия, США) — жена Уильяма Эрнста Картера, богатого американца, который получил наследство от своего отца. Супруги были пассажирами злополучного «Титаника». Оба выжили. Люсиль считается одной из женщин первого класса, которые добровольно помогали в гребле на одной из шлюпок «Титаника».

## Ранняя жизнь

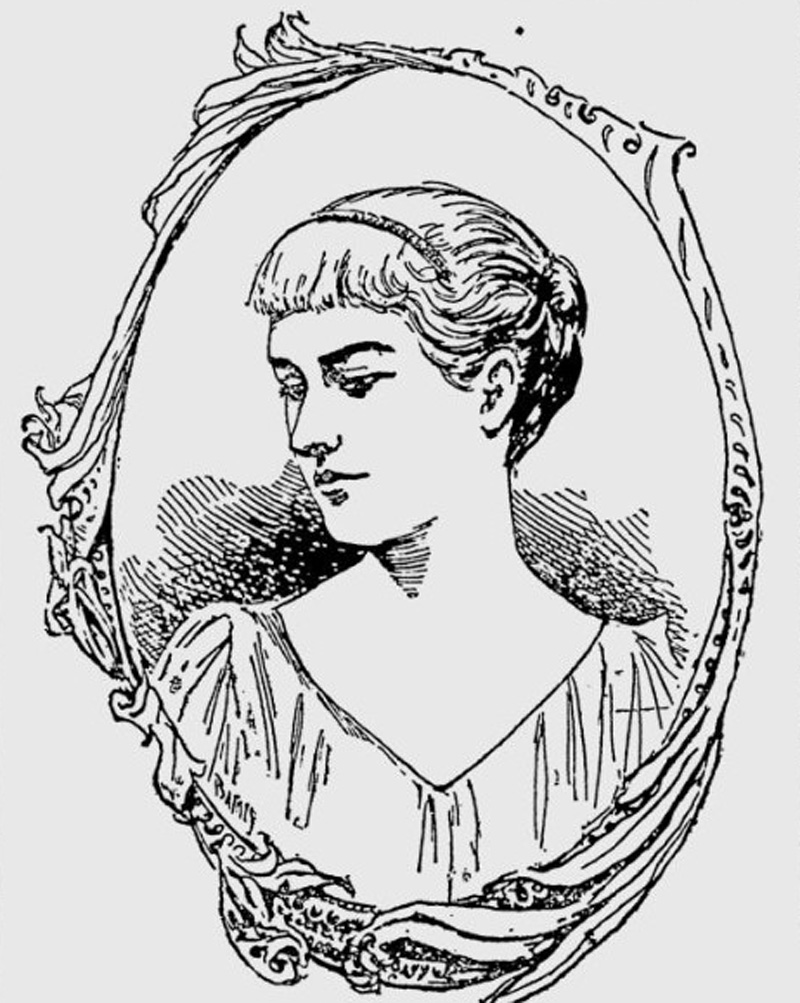
Эскиз Люсиль в газете «Американский Балтимор». Здесь ей 17 лет.

Люсиль родилась в Балтиморе 8 октября 1875 года. Её отцом был Уильям Стюарт Полк (1828—1917), матерью Луиза Эллен, урождённая Андерсон. Уильям был одним из учредителей очень успешной страховой фирмы Hopper Polk and Purnell of Baltimore.. Семья была достаточно богатой. Американские издания отмечали, что Уильям был потомком 11 президента Америки Джеймса Нокса Полка.
До замужества Люсиль часто появлялась на страницах балтиморских газет. На фото слева её набросок в газете «Американский Балтимор» в 1892 году, когда ей было 17 лет.
В 1896 году она вышла замуж за Уильяма Эрнста Картера, сына Уильяма Торнтона Картера (1827—1893), который сделал огромное состояние на угольной промышленности. О нём говорили, что «он один из самых успешных угольных магнатов Америки». После его смерти, пара унаследовала большую часть его наследства и жила очень богато. У них родилось двое детей, которые также были пассажирами «Титаника» и выжили.
После свадьбы супруги часто появлялись на обложках газет и журналов, где Люсиль поражала своими нарядами. Ниже приведена одна вырезка из журнала:
«Миссис Картер была поразительна в своем горящем костюме. В красном костюме и огромной шляпе того же цвета, красных туфлях и зонтике, шелковых чулках того же оттенка она кажется ещё красивее, чем когда она носила менее яркие костюмы.»
Люсиль любила спорт. Одна из газет заявила, что она была «первой женщиной, которая играла в поло верхом на лошади».
В 1907 году семья отправилась жить в Европу. Ежегодно они возвращались в Америку, где жили в особняке Брин Маур в Ньюпорте. Именно такая поездка и была совершена на борту Титаника.

## Титаник

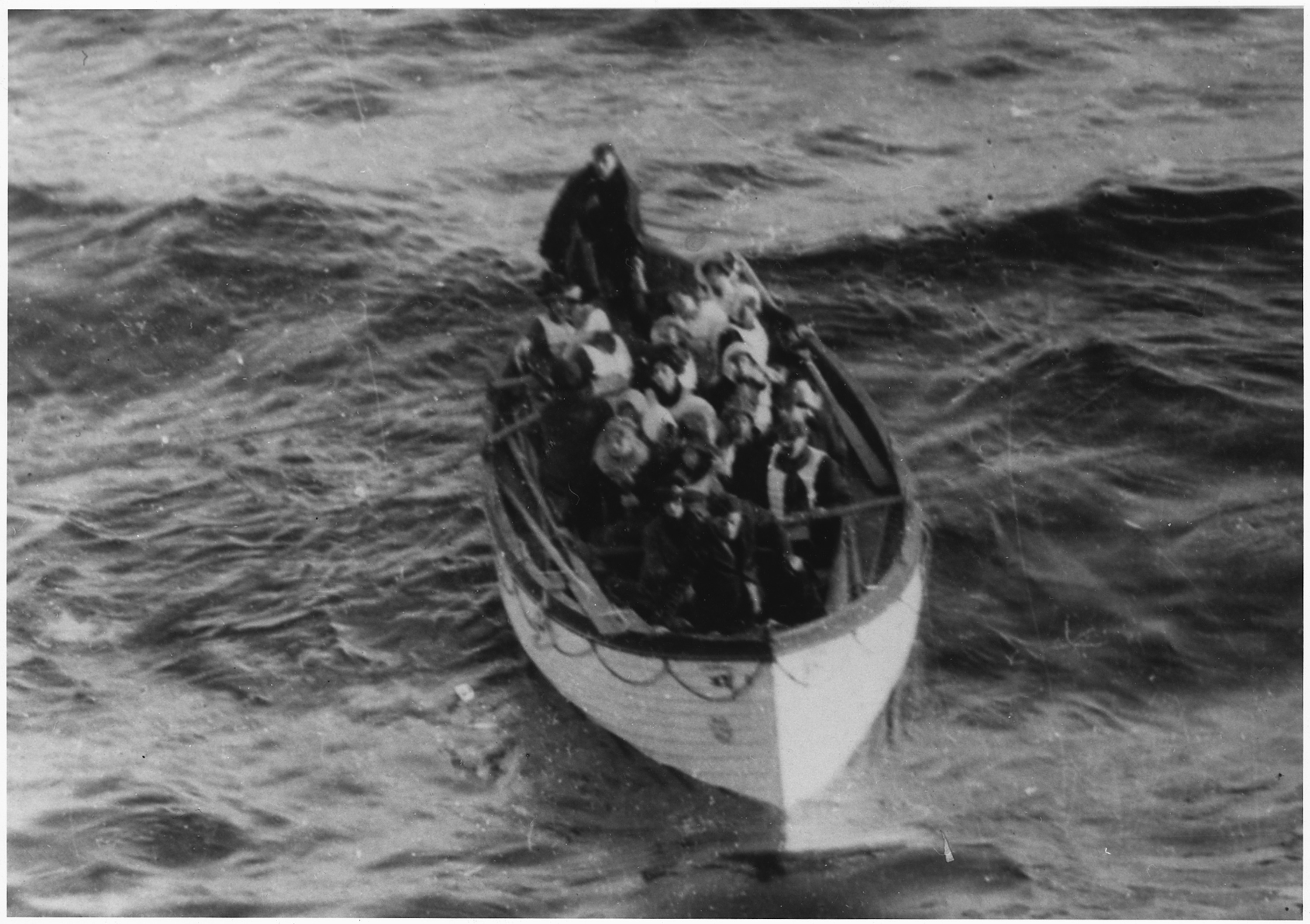
Спасательная шлюпка Титаника № 6.

Супруги сели на корабль в Саутгемптоне. Пару сопровождали двое детей, горничная Люсиль Огюст Серепек, слуга Картера Александр Кэрнс, и шофёр Чарльз Алдвут. На корабле Уильям Картер перевозил свой автомобиль Renault. Супруги заняли каюты B96/98 первого класса.
Когда корабль начал тонуть, Люсиль с двумя детьми была посажена в шлюпку № 4. Её супруг сопровождал семью до того как они не покинули корабль. Затем он отправился с другими мужчинами, которые тоже посадили жён в шлюпку, искать свободные места. Уильям Картер бежал на складной шлюпке С (вместе с Джозефом Брюсом Исмеем). Прислуга погибла на корабле. Люсиль подробно рассказала о том, что было, когда она вместе с детьми села в шлюпку:
«Когда я очутилась в лодке с двумя детьми, оказалось, что на ней нет моряков. Лодка была заполнена пассажирами и мне ничего не оставалось, как взять весло и грести.
Мы видели, как кораблю приходил конец. Он тонет, мы слышали крики мужчин. Г-жа Тейер, жена вице-президента железной дороги штата Пенсильвания была со мной в одной шлюпке. Она, как и я, взяла весло в руки.
Было холодно и мы не успели надеть теплые пальто. Нас согревала гребля. Мы стали отходить от корабля, видели тусклые очертания палубы, людей, но не могли никого распознать.»
Люсиль позже была признана одной из героических женщин, которые гребли в тяжёлых спасательных шлюпках.

## Дальнейшая жизнь

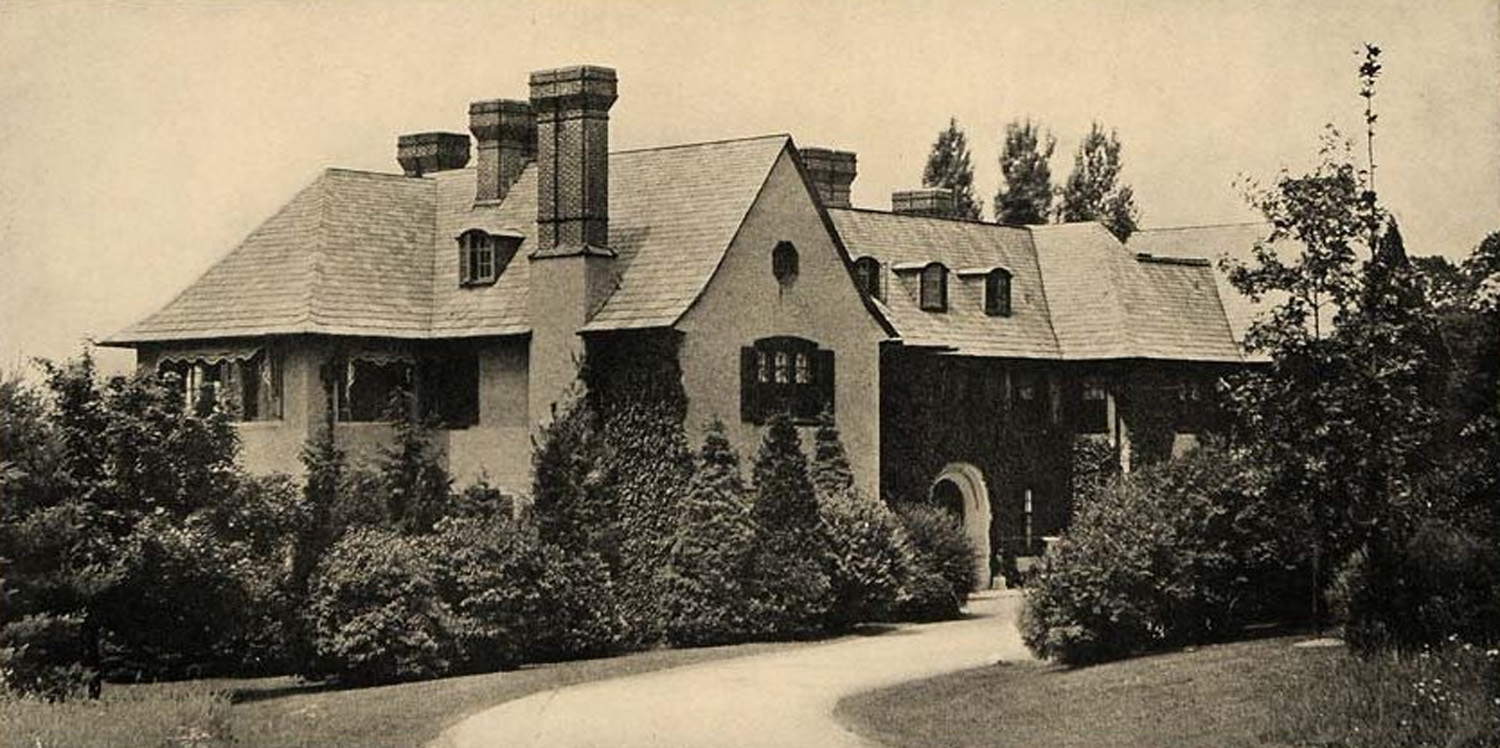
Дом супругов в Филадельфии. Фотография 1926 года.

После того, как супруги были спасены на корабле «Карпатия», они уехали в свой дом в Филадельфию. Через два года Люсиль получила развод от мужа, подробности которого не разглашались в прессе. На следующий год Люсиль сделала заявление, в котором упомянула, что её супруг не сопровождал её и детей к спасательной шлюпке:
«Мы плыли в Америку на «Титанике. Когда «Титаник» стал тонуть мой муж пришёл в каюту и сказал: „Встань и одень детей“. С того момента на борту Титаника я его не видела. Мы встретились уже на «Карпатии» часов в 8 утра.В том же году она вышла замуж во второй раз за Джорджа Брука, богатого банкира и предпринимателя. Свадебная церемония прошла в Лондоне 14 августа 1914 года. Пара, сразу же после свадьбы отправилась обратно в Америку на корабле «Олимпик».
В Америке супруги поселились в доме Джорджа в Филадельфии. В браке родился один ребёнок, дочь Элизабет. Умерла Люсиль в 1934 году в Филадельфии в возрасте 58 лет.